# 장소 (수학)
일반위상수학에서 장소(場所, 영어: locale 로케일[*])는 위상 공간의 열린집합의 부분 순서 집합을 추상화한 구조이다. 장소의 범주의 대상은 완비 헤이팅 대수와 같지만, 장소의 사상은 헤이팅 대수의 사상과 다르다.

## 정의
완비 헤이팅 대수는 완비 격자인 헤이팅 대수이다. 두 완비 헤이팅 대수 사이의 완비 헤이팅 대수 준동형(영어: complete Heyting algebra homomorphism)은 모든 만남과 이음을 보존하는 함수이다. 완비 헤이팅 대수와 완비 헤이팅 대수 준동형은 범주 {\displaystyle \operatorname {CHey} }를 이룬다.
두 완비 헤이팅 대수 {\displaystyle X}, {\displaystyle Y} 사이의 틀 사상(영어: frame morphism) {\displaystyle f\colon X\to Y}은 다음 조건들을 만족시키는 함수이다.
- 유한 만남을 보존한다. 즉, 유한 부분 집합 {\displaystyle \{x_{i}\}_{i\in I}\subseteq X}에 대하여 {\displaystyle \textstyle \bigwedge _{i\in I}f(x_{i})=f\left(\bigwedge _{i\in I}x_{i}\right)}이다.
- 임의의 이음을 보존한다. 즉, 부분 집합 {\displaystyle \{x_{i}\}_{i\in I}\subseteq X}에 대하여 {\displaystyle \textstyle \bigvee _{i\in I}f(x_{i})=f\left(\bigvee _{i\in I}x_{i}\right)}이다.

틀(영어: frame)은 완비 헤이팅 대수와 같다. 틀과 틀 사상은 범주 {\displaystyle \operatorname {Frm} }을 이룬다.
장소의 범주는 틀의 범주의 반대 범주이다.
{\displaystyle \operatorname {Loc} =\operatorname {Frm} ^{\operatorname {op} }}
즉, 장소는 틀 또는 완비 헤이팅 대수와 같으며, 두 장소 {\displaystyle X}, {\displaystyle Y} 사이의 장소 사상(영어: locale morphism) {\displaystyle f\colon X\to Y}은 반대 방향의 틀 사상 {\displaystyle f^{\operatorname {op} }\colon Y\to X}과 같다.

### 열린집합과 점
장소 {\displaystyle L}의 열린집합(영어: open)은 {\displaystyle L}의 (부분 순서 집합으로서의) 원소이다. 한원소 공간 {\displaystyle \{\bullet \}}은 위상 공간의 범주의 끝 대상이며, 위상 공간 {\displaystyle X}의 점은 한원소 공간으로부터 오는 연속 함수 {\displaystyle f\colon \{\bullet \}\to X}로 생각할 수 있다. 한원소 공간에 대응하는 위치 {\displaystyle \operatorname {Open} (\{\bullet \})=\{\varnothing ,\{\bullet \}\}}는 두 개의 원소를 갖는 불 대수이며, 장소의 범주의 끝 대상이다. 장소 {\displaystyle L}의 점(點, 영어: point)은 장소 사상 {\displaystyle \operatorname {Open} (\{\bullet \})\to L}로 정의한다. 점 {\displaystyle p\colon \operatorname {Open} (\{\bullet \})\to L} 및 열린집합 {\displaystyle U\in L}에 대하여, {\displaystyle p}가 {\displaystyle L}에 속한다(영어: belongs to)는 것은 틀 사상 {\displaystyle p^{\operatorname {op} }\colon L\to \operatorname {Open} (\{\bullet \})} 아래 {\displaystyle p^{\operatorname {op} }\colon U\mapsto \{\bullet \}\in \operatorname {Open} (\{\bullet \}}인 것이다.

### 부분 장소
장소 {\displaystyle L}의 부분 장소(영어: sublocale)는 정칙 부분 대상이다. 보다 구체적으로, {\displaystyle L}의 부분 장소들은 다음과 같은 조건을 만족시키는 함수 {\displaystyle \nu \colon L\to L}와 일대일 대응한다.
- {\displaystyle \nu (U\wedge V)=\nu (U)\vee \nu (V)}
- {\displaystyle U\leq j(U)}
- (멱등성) {\displaystyle \nu \circ \nu =\nu }

이는 {\displaystyle L} 위의 만남을 보존하는 모나드와 같다. 이러한 함수를 부분 장소의 핵(核, 영어: nucleus)이라고 한다.
부분 장소는 점들로 결정되지 않는다. 즉, 같은 점 집합을 갖는 부분 장소가 서로 다를 수 있다.

## 성질
위상 공간의 경우, 조밀 집합의 교집합은 일반적으로 조밀 집합이 아니다. 그러나 장소의 경우, 조밀 부분 장소의 교차는 항상 조밀 부분 장소이며, 특히 가장 작은 조밀 부분 장소가 존재한다.:40, §8.3

### 범주론적 성질
장소의 범주 {\displaystyle \operatorname {Loc} }는 완비 범주이자 쌍대 완비 범주이다.:59, §4.3.5
장소의 범주는 데카르트 닫힌 범주를 이루지 않는다. 장소 {\displaystyle L}에 대하여, 지수 대상 {\displaystyle (-)^{L}}이 항상 존재할 필요충분조건은 {\displaystyle L}이 국소 콤팩트 장소인 것이다.
점을 충분히 가지는 장소들의 쌍대곱은 {\displaystyle \operatorname {Top} }의 쌍대곱과 일치한다.
점을 충분히 가지는 장소들의 (무한할 수 있는) 곱의 점 집합은 각 장소의 점 집합들의 곱집합과 같다. 그러나 그 위의 위상은 일반적으로 곱위상과 다르다.

### 위상 공간과의 관계
위상 공간 {\displaystyle X}에 대하여, 그 열린집합들의 부분 순서 집합은 장소 {\displaystyle \operatorname {Open} (X)}를 이룬다. 또한, 위상 공간의 연속 함수 {\displaystyle f\colon X\to Y}에 대하여, 열린집합의 원상
{\displaystyle f^{-1}\colon \operatorname {Open} (Y)\to \operatorname {Open} (X)}
{\displaystyle f^{-1}\colon U\mapsto f^{-1}(U)}
은 역방향의 틀 사상, 즉 순방향의 장소 사상을 이루며, 이는 위상 공간의 범주 {\displaystyle \operatorname {Top} }에서 장소의 범주로 가는 함자
{\displaystyle \operatorname {Open} \colon \operatorname {Top} \to \operatorname {Loc} }
를 정의한다. 이 함자는 오른쪽 수반 함자
{\displaystyle \operatorname {Point} \colon \operatorname {Loc} \to \operatorname {Top} }
{\displaystyle \operatorname {Open} \dashv \operatorname {Point} }
를 갖는다. 이 함자 아래, 장소 {\displaystyle L}에 대응하는 위상 공간 {\displaystyle \operatorname {Point} (L)}은 집합으로서 {\displaystyle L}의 점들의 집합 {\displaystyle \hom _{\operatorname {Loc} }(\operatorname {Open} (\{\bullet \}),L)}이며, 그 위의 열린집합은 {\displaystyle L}의 열린집합에 속하는 점들의 집합이다.
장소 {\displaystyle L}에 대하여 다음 두 조건이 서로 동치이다.
- {\displaystyle L\cong \operatorname {Open} (X)}인 위상 공간 {\displaystyle X}가 존재한다. 즉, 함자 {\displaystyle \operatorname {Open} }의 치역(의 동형에 대한 폐포)에 속한다.
- 임의의 {\displaystyle U,V\in L}에 대하여, 만약 {\displaystyle U}와 {\displaystyle V}가 같은 점들을 갖는다면 {\displaystyle U=V}이다.

이러한 장소를 점을 충분히 가지는 장소(영어: locale with enough points)라고 한다. 점을 충분히 가지는 장소들의 충만한 부분 범주를 {\displaystyle \operatorname {ptLoc} }로 쓰자.
사실, 위상 공간과 장소 사이의 수반 함자 {\displaystyle \operatorname {Open} \dashv \operatorname {Point} }는 다음과 같이 분해할 수 있다.
{\displaystyle \operatorname {Top} {\to  \atop \hookleftarrow }\operatorname {Sober} \simeq \operatorname {ptLoc} {\hookrightarrow  \atop \leftarrow }\operatorname {Loc} }
여기서
- {\displaystyle \operatorname {Sober} }는 차분한 공간과 연속 함수의 범주이다.
- {\displaystyle \operatorname {Sober} }는 위상 공간의 범주 {\displaystyle \operatorname {Top} }의 반사 부분 범주이다. 즉, 충실충만한 포함 함자 {\displaystyle \operatorname {Sober} \hookrightarrow \operatorname {Top} } 및 그 왼쪽 수반 함자가 존재한다.
- 차분한 공간의 범주 {\displaystyle \operatorname {Sober} }는 점을 충분히 가지는 장소의 범주 {\displaystyle \operatorname {ptLoc} }와 동치이다.
- {\displaystyle \operatorname {ptLoc} }는 장소의 범주 {\displaystyle \operatorname {Loc} }의 쌍대 반사 부분 범주이다. 즉, 충실충만한 포함 함자 {\displaystyle \operatorname {Sober} \hookrightarrow \operatorname {Top} } 및 그 오른쪽 수반 함자가 존재한다.

### 층론적 성질
장소 {\displaystyle L}이 주어졌다고 하자. 부분 순서 집합으로서, 이는 작은 범주로 여길 수 있다. 이 위에는 다음과 같은 표준적인 그로텐디크 준위상이 존재한다.
- 열린집합 {\displaystyle U\in L}의 덮개는 {\displaystyle \textstyle \bigvee _{i\in I}U_{i}=U}인 부분 집합 {\displaystyle \{U_{i}\}_{i\in I}\subseteq L}이다.

이에 따라, 모든 장소 {\displaystyle L}은 위치를 이루며, 장소 {\displaystyle L}위의 (집합 값의) 층들의 범주 {\displaystyle \operatorname {Sh} (L)}는 그로텐디크 토포스를 이룬다. 위상 공간 {\displaystyle X}에 대하여, {\displaystyle X} 위의 층의 개념은 장소 {\displaystyle \operatorname {Open} (X)} 위의 층의 개념과 일치한다.
토포스와 기하학적 사상들의 범주 {\displaystyle \operatorname {Topos} }를 생각하자. (집합론적인 문제를 무시하자.) 이 경우, 장소의 범주로부터 토포스의 범주로 가는 함자
{\displaystyle \operatorname {Sh} \colon \operatorname {Loc} \to \operatorname {Topos} }
가 존재하며, 이는 충실충만한 함자이다.

## 종류
일반위상수학에서 위상 공간에 대하여 정의되는 대부분의 성질들은 열린집합을 통해 나타낼 수 있으며, 따라서 장소에 대하여 쉽게 일반화될 수 있다. 예를 들어, 장소 {\displaystyle L}의 열린 덮개는 그 만남이 최대 원소를 이루는 만족시키는 부분 집합 {\displaystyle \{U_{i}\}_{i\in I}\subseteq L}이다.
{\displaystyle \bigvee _{i\in I}U_{i}=\max L=\bigvee _{U\in L}U}
콤팩트 장소는 모든 열린 덮개가 유한 부분 덮개를 갖는 장소이다.

## 역사
1928년에 카를 멩거(독일어: Karl Menger, 1902~1985)는 공간의 개념을 점을 사용하지 않고 정의할 수 있다는 아이디어를 제시하였다. 1930년대에 마셜 하비 스톤은 격자 이론을 연구하였으며, 위상 공간의 성질이 그 열린집합들의 완비 헤이팅 대수와 관련된다는 사실을 발견하였다.
샤를 에레스만과 그 제자 장 베나부(프랑스어: Jean Bénabou)는 위상 공간의 열린집합의 격자와 같은 성질을 갖는 격자 (즉, 완비 헤이팅 대수)를 "국소 격자"(프랑스어: treillis local)로 명명하였다. 클리퍼드 휴 다우커(영어: Clifford Hugh Dowker, 1912~1982)와 도나 앤셜 패퍼트 스트라우스(영어: Dona Anschel Papert Strauss)는 이를 대신하여 "틀"(영어: frame)이라는 용어를 도입하였다. 이후 존 이스벨(영어: John R. Isbell, 1931~2005)이 틀의 범주의 반대 범주를 지칭하는 장소(영어: locale)라는 용어를 도입하였다.

## 참고 문헌
1. 1 2  Isbell, John R. “Atomless parts of spaces”. 《Mathematica Scandinavica》 (영어) 31: 5–32. ISSN 0025-5521.
2. 1 2  Picado, Jorge; Pultr, Aleš. 《Frames and locales: topology without points》. Frontiers in Mathematics (영어). Birkhäuser. doi:10.1007/978-3-0348-0154-6. ISBN 978-3-0348-0153-9. ISSN 1660-8046.
3. ↑  Hyland, J. M. E. (1981). 〈Function spaces in the category of locales〉. 《Continuous lattices. Proceedings of the conference on topological and categorical aspects of continuous lattices (Workshop IV) held at the University of Bremen, Germany, November 9–11, 1979》 (영어). doi:10.1007/BFb0089910. ISBN 978-3-540-10848-1.
4. ↑  Menger, Karl (1928). 《Dimensionstheorie》 (독일어). B. G. Teubner. JFM 54.0617.03.
5. ↑  Bélanger, Mathieu; Marquis, Jean-Pierre (2013). “Menger and Nöbeling on pointless topology”. 《Logic and Logical Philosophy》 (영어) 22 (2): 145–165. doi:10.12775/LLP.2013.009. ISSN 1425-3305.
6. ↑  Dowker, C. H.; Papert, Dona (1966). “Quotient frames and subspaces”. 《Proceedings of the London Mathematical Society》 (영어) 16 (1): 275–296. doi:10.1112/plms/s3-16.1.275.
7. 1 2  Johnstone, Peter T. (1983). “The point of pointless topology”. 《Bulletin of the American Mathematical Society》 (영어) 8 (1): 41–53. doi:10.1090/S0273-0979-1983-15080-2. ISSN 0273-0979. MR 682820. Zbl 0499.54002.

- Johnstone, Peter T. (1991). 〈The art of pointless thinking: a student’s guide to the category of locales〉 (PDF).   Herrlich, H.; Porst, H.-E. 《Category theory at work》 (영어). Springer. 85–107쪽.
- Johnstone, Peter T. (2001). 〈Elements of the history of locale theory〉.   Aull, C. E.; Lowen, R. 《Handbook of the history of general topology》. History of Topology (영어) 3. Springer. 835-851쪽. doi:10.1007/978-94-017-0470-0_2. ISBN 978-90-481-5704-4. ISSN 1388-4336.
- Johnstone, Peter T. (1983년 4월). 《Stone spaces》. Cambridge Studies in Advanced Mathematics (영어) 3. Cambridge University Press. ISBN 978-052123893-9. MR 0698074. Zbl 0499.54001.